# Джейсон Молоні
Джейсон Молоні (англ. Jason Moloney; 10 січня 1991, Мельбурн) — австралійський професійний боксер, чемпіон світу за версією WBO (2023—2024) у легшій вазі.
Джейсон — близнюк Ендрю Молоні, теж боксера.

## Професіональна кар'єра
2014 року дебютував на професійному рингу.
Восени 2018 року стартувала World Boxing Super Series 2 сезон. До складу учасників турніру у легшій вазі ввійшов і Джейсон Молоні. В 1/4 фіналу Суперсерії вийшов проти чемпіона IBF у легшій вазі пуерториканця Еммануеля Родрігеса і програв розділеним рішенням.
31 жовтня 2020 року зустрівся в бою з чемпіоном світу за версіями IBF і WBA (Super) японцем Іноуе Наоя (США) і програв нокаутом в сьомому раунді.
13 травня 2023 року вийшов на бій за вакантний титул WBO в легшій вазі проти Вінсента Астролябіо (Філіппіни) і, викидаючи джеб і постійно рухаючись по ходу бою, здобув перемогу і з нею титул рішенням більшості.
У першому захисті 13 січня 2024 року здобув перемогу рішенням більшості над американцем Саулем Санчесом. У другому захисті 6 травня 2024 року зазнав поразки від японця Такеї Йосикі і втратив титул. 24 лютого 2025 року зазнав поразки від японця Теншин Насукава.